# Haut Conseil de l'audiovisuel (France)
Pour les articles homonymes, voir Haut Conseil de l'audiovisuel.
Le Haut Conseil de l'audiovisuel est une entité administrative uniquement consultative, créée en 1972 et placée initialement auprès de l'Office de radiodiffusion télévision française (ORTF). Il préfigure les autorités indépendantes successives instituées à partir de l'année 1982; Haute Autorité, CNCL puis CSA et Arcom.
L'organisme est officiellement créé par l'article 16 de la loi no 72-553 du 3 juillet 1972 portant statut de la radiodiffusion-télévision française, et son fonctionnement a été défini par le décret no 73-325 du 21 mars 1973.